# Diplotaxis cribriceps
Diplotaxis cribriceps är en skalbaggsart som beskrevs av Bates 1889. Diplotaxis cribriceps ingår i släktet Diplotaxis och familjen Melolonthidae. Inga underarter finns listade i Catalogue of Life.